# Holden (Automarke)
Holden war eine Automarke von GM Holden Ltd, einer 100-prozentigen Tochtergesellschaft des US-amerikanischen Automobilkonzerns General Motors mit Unternehmenssitz in Melbourne, Australien. Holden verfügte bis 2017 über eigene Produktionsstätten und eine eigene Entwicklungsabteilung.

## Produktpalette
Die Modellpalette (des Jahres 2013) bestand einerseits aus selbst entwickelten Modellen, dem Holden Commodore und dem größeren Holden Caprice, beide mit großen, vorn eingebauten V6- und V8-Motoren, Hinterradantrieb und verschiedenen Karosserieformen (Limousine, Kombi und Pritschenwagen „Ute“), andererseits aus Modellen, die bei GM Korea produziert wurden. Sie wurden außerhalb Australiens unter der Marke Chevrolet verkauft, teils mit eigenen Modellnamen (Chevrolet Aveo als Holden Barina, Chevrolet Spark als Holden Barina Spark).
Frühere Modelle stammten von Opel oder Vauxhall, manche unterschieden sich lediglich im Firmenlogo. In Australien wurden zum Beispiel Holden Astra (fast baugleich mit dem Vauxhall Astra, einem Opel Astra mit Rechtslenkung) verkauft. Die Modelle Barina, Viva, Epica und Captiva basieren auf Fahrzeugen von GM Daewoo.
Andere Fahrzeuge, insbesondere die großen und luxuriösen bzw. die Pick-ups, die für australische Bedingungen besser geeignet erscheinen, waren weitgehend Eigenentwicklungen, die teilweise auf Fahrzeugen anderer GM-Marken basieren. So wurde der Holden Commodore und die darauf basierenden Statesman, Caprice und Ute in Australien entwickelt. Das erste Modell basierte auf dem Opel Commodore C und wurde später weiterentwickelt.

## Holden im weltweiten GM-Konzern
Der Holden Commodore wurde mit dem Markenzeichen Chevrolet in den arabischen Osten, nach Südafrika als Chevrolet Lumina und in die USA als Chevrolet SS exportiert. Der Holden Caprice bildete als Buick Park Avenue das Flaggschiff von Buick China und wurde bei Shanghai GM aus CKD-Kits zusammengebaut, die aus Australien importiert wurden.
Das technische und Design-Entwicklungszentrum von Holden in Melbourne war Teil des weltweiten Entwicklungsverbunds von General Motors und trug auch zu anderen, nicht nur von Holden vertriebenen Modellen bei. So wurde die Steilheck-Version (Hatchback) des Chevrolet Cruze bei Holden entwickelt und designed. Dort wurde auch das Fahrgestell des Chevrolet Trax für zahlreiche Märkte auch außerhalb Australiens angepasst.
Opel baute in seine Fahrzeuge aus Australien importierte Sechszylindermotoren ein.

## Holden Special Vehicles
Das Tuningunternehmen Holden Special Vehicles (HSV) wurde 1987 als Joint-Venture von Holden und Tom Walkinshaw Racing gegründet. HSV produzierte und vertrieb getunte Varianten von Holden-Fahrzeugen. HSV-Versionen des Holden Commodore wurden auch als Modelle der VXR8-Baureihe von Vauxhall nach Großbritannien importiert. VXR8 steht hier für Achtzylindermotoren. VXR-Varianten der Automodelle von Vauxhall entsprachen ansonsten den OPC-Varianten bei Opel. HSV-Varianten von Holden-Autos fuhren auch in der australischen Autorennserie V8 Supercars.

## Geschichte

### Vorgeschichte
1852 wanderte James Alexander Holden aus Walsall in England nach South Australia aus und gründete 1856 die J.A. Holden & Co., eine Sattlerei in Adelaide. 1885 schloss sich der Deutschstämmige Henry Frederick Frost dem Geschäft als Juniorpartner an. So wurde aus J.A. Holden & Co. die Holden & Frost Ltd. Edward Holden, Enkel von James Holden, trat 1905 in die Firma ein und interessierte sich für Automobile. Von da ab entwickelte sich die Firma mit verschiedenen Partnerschaften und 1908 wandten sich Holden und Frost dem Geschäftszweig von kleineren Reparaturen an Automobilpolstern zu. 1913 begann die Firma mit der Herstellung kompletter Karosserien für Motorrad-Seitenwagen und Edward experimentierte mit dem Bau von Aufbauten für verschiedene Kutschen.
Nach 1917 ermöglichten die kriegsbedingten Handelseinschränkungen der Firma die Herstellung ganzer Fahrzeugkarosserien. J.A. Holden gründete 1919 eine neue Firma, die Holden's Motor Body Builders Ltd (HMBB), die sich auf Automobilkarosserien spezialisierte und an der King William Street in Adelaide produzierte. 1923 stellte HMBB 12.000 Karosserien im Jahr her. Damals war HMBB die erste Firma, die Aufbauten für Ford Australia herstellte, bis deren Werk in Geelong fertig war. Ab 1924 war HMBB der Exklusivlieferant für Karosserien an GM in Australien, wobei die Fertigung in das neue Werk in Woodville in South Australia verlegt wurde. Diese Karosserien passten auf eine Reihe von Fahrgestellen, die von Herstellern wie Chevrolet und Dodge eingeführt wurden.
1926 wurde General Motors (Australia) gegründet und besaß Montagewerke in Newstead, QLD, Marrickville, NSW, in der City Road in Melbourne, in Birkenhead, SA und in Cottesloe, WA, wobei Karosserien von HMBB und importierte CKD-Fahrgestelle verwendet wurden. Die Weltwirtschaftskrise sorgte für ein deutliches Sinken der Produktionszahlen bei Holden; von 34.000 Karosserien im Jahre 1930 auf nur noch 1.651 Karosserien im Jahre 1931. 1931 kaufte GM die Holden Motor Body Builders auf und fusionierte sie mit General Motors (Australia) Pty. Ltd. So entstand die General Motors-Holden's Ltd. (GM-H).

### 1940er Jahre

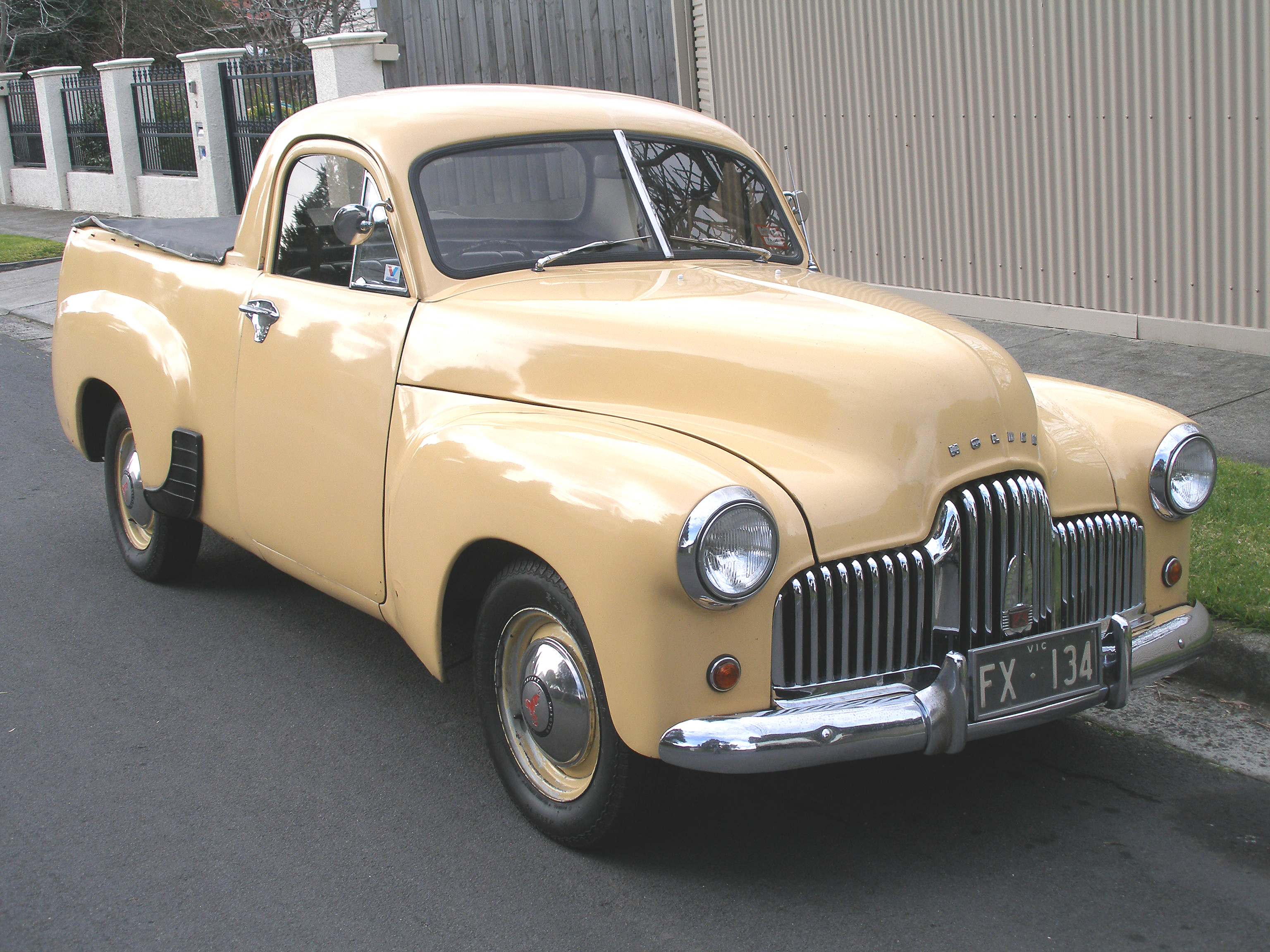
Der Holden 50-2106 Ute kam 1951, drei Jahre nach der Limousine 48-215, heraus.

Holdens zweite große Automobilfabrik in Fishermans Bend in Port Melbourne wurde 1936 fertiggestellt. 1939 begann der Bau eines neuen Werkes in Pagewood NSW. Durch den Zweiten Weltkrieg wurde die Aufnahme der Automobilproduktion verzögert. Man stellte zunächst weiterhin Karosserien und dazu Schusswaffen, Flugzeuge und Motoren her. Noch vor dem Kriegsende unternahm die Regierung von Australien Schritte zur Förderung einer nationalen Automobilindustrie. Sowohl GM als auch Ford präsentierten der Regierung Studien für das erste australische Automobil. Der Vorschlag von Ford wurde von der Regierung zwar favorisiert, hätte aber umfangreiche Subventionen erfordert. Schließlich entschied man sich für den Entwurf von GM, weil dieser nur wenig Unterstützung durch die Regierung benötigte.

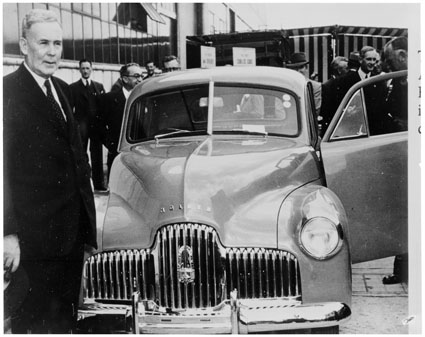
Premierminister Ben Chifley 1948 bei der Fertigstellung des ersten Holden in der Fabrik in Fishermans Bend (Port Melbourne)

Nach dem Krieg kehrte Holden zum Bau von Automobilkarosserien zurück, diesmal für Buick, Chevrolet, Pontiac und Vauxhall. Der Oldsmobile Ace wurde ebenfalls von 1946 bis 1948 hergestellt.
Ab diesem Zeitpunkt verfolgte Holden weiter das Ziel, ein australisches Automobil herzustellen. Dies erforderte Kompromisse mit GM, da der Geschäftsführer von Holden, Laurence Hartnett die Entwicklung einer australischen Konstruktion bevorzugte, während GM eher eine US-amerikanische Konstruktion als Basis für „Australia's Own Car“ sah. Schließlich einigte man sich als Basis auf ein Auto, das Chevrolet vor dem Krieg für den amerikanischen Markt (als „Billig-Chevrolet“) vorgesehen hatte, das aber nie zur Marktreife gelangte. Der Holden kam 1948 heraus und es gab lange Wartelisten bis ins Jahr 1949 und darüber hinaus.
Den Namen Holden wählte man zu Ehren von Sir Edward Holden, dem ersten Präsidenten und Enkel von J.A. Holden. Im Gespräch waren aber auch GeM, Austral, Melba, Woomerah, Boomerang, Emu und Canbra, eine phonetische Schreibweise von Canberra. Obwohl die offizielle Modellbezeichnung 48-215 lautete, wurde der Wagen einfach als Holden angeboten. Die inoffizielle Bezeichnung „FX“ entstand bei Holden selbst und bezog sich auf das überarbeitete Fahrwerk des 48-215 von 1953.

### 1950er Jahre

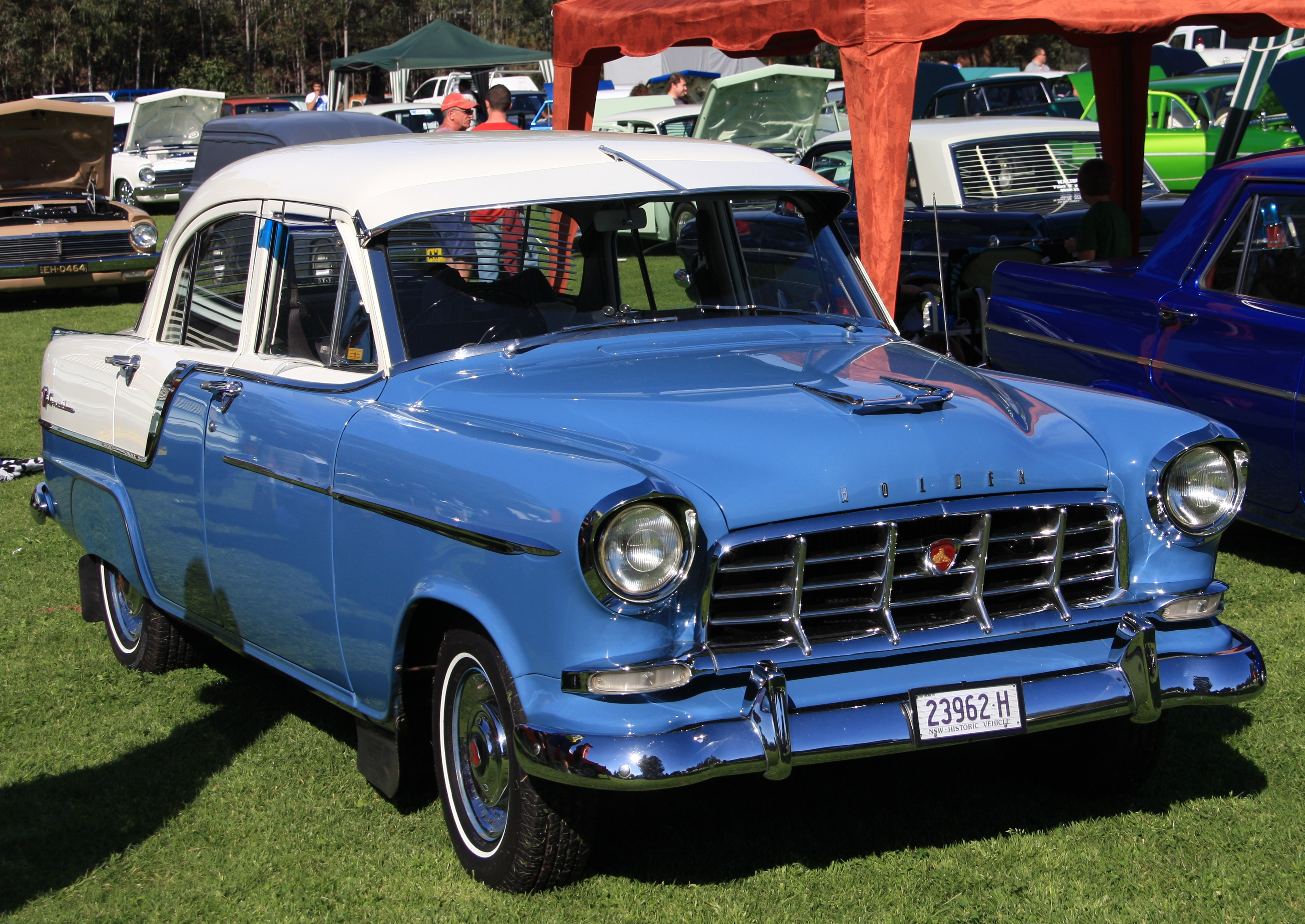
Der Holden FC wurde als erstes Modell auf dem Testgelände in Lang Lang Probe gefahren.

In den 1950er Jahren beherrschte Holden den australischen Automobilmarkt. GM investierte umfangreich in die Produktionsleistung und so gelang es der Firma, den steigenden Bedarf an Automobilen im Nachkriegs-Australien zu decken. Billigere Wagen mit Vierzylindermotoren boten nicht die Robustheit des Holden auf den schlechten Straßen in den ländlichen Gegenden Australiens. Ab 1951 wurde parallel zur Limousine 48-215 der Ute 50-2106 gefertigt, dieser war bald überall im ländlichen Australien das „Arbeitspferd“ der Wahl. Die Fertigung der Limousine und des Ute wurden mit kleinen Änderungen bis 1953 fortgeführt. Dann erschien das überarbeitete Modell FJ, das in einer dritten Karosserievariante als geschlossener Lieferwagen zu haben war. Der FJ war das erste neue Holden-Modell seit dem Produktionsbeginn 1948. Mit der Zeit erreichte dieses Modell Kultstatus und gilt als typisches australisches Auto. Ein neuer Kühlergrill mit horizontalen Stäben dominierte die Front des FJ, der auch verschiedene andere Ausstattungsdetails und kleinere mechanische Änderungen erhielt. 1954 begann der Export des Holden FJ nach Neuseeland. Trotz geringer Unterschiede zum Urmodell 48-215 sorgten Marketingkampagnen und Preisnachlässe für stabile Verkaufszahlen beim Modell FJ und überbrückten so die Zeit bis zum Erscheinen einer kompletten Neukonstruktion. Auf der Australian International Motor Show 2005 in Sydney erwies Holden dem FJ mit dem Konzeptauto Efijy eine Reverenz.
Holdens nächstes Modell, der FE wurde 1956 vorgestellt. Mit dem Station Sedan, einem Kombi, gab es nun eine weitere Karosserievariante. Im selben Jahr begann Holden mit Exporten nach Malaysia und Thailand. Die Verkaufszahlen in Australien blieben auf hohem Niveau und 1958 erreichte Holden einen Marktanteil von 50 % mit dem überarbeiteten Modell FC. Dies war das erste Holden-Modell, das auf dem neuen Testgelände der Firma in Lang Lang Probe gefahren wurde. 1957 dehnten sich Holdens Exportmärkte auf 17 Länder aus; neu dazu kamen Indonesien, Hongkong, Singapur, Fidschi, Sudan, die Länder Ostafrikas und Südafrika. Die Eröffnung der Fertigungsstätte in Dandenong 1956 brachte viele neue Arbeitsplätze und 1959 hatte Holden landesweit 19.000 Mitarbeiter. Im selben Jahr begann die Montage von CKD-Kits in Südafrika und Indonesien.

### 1960er Jahre
1960 führte Holden das dritte grundlegend neue Modell, den FB, ein. Das Design erinnerte mit seinen Heckflossen und seinen Panoramascheiben an die Chevrolets der 1950er Jahre. Bereits bei seiner Einführung empfanden viele Kunden sein Erscheinungsbild als veraltet. Man bemerkte in der Branche schnell, dass der aus den USA übernommene Stil nicht so recht zu den kompakteren Holden passte. Der FB war der erste Holden, von dem es auch eine Linkslenker-Version gab. Dies erweiterte sein Exportpotenzial auf die Märkte in Neukaledonien, den Neuen Hebriden, den Philippinen und Hawaii.

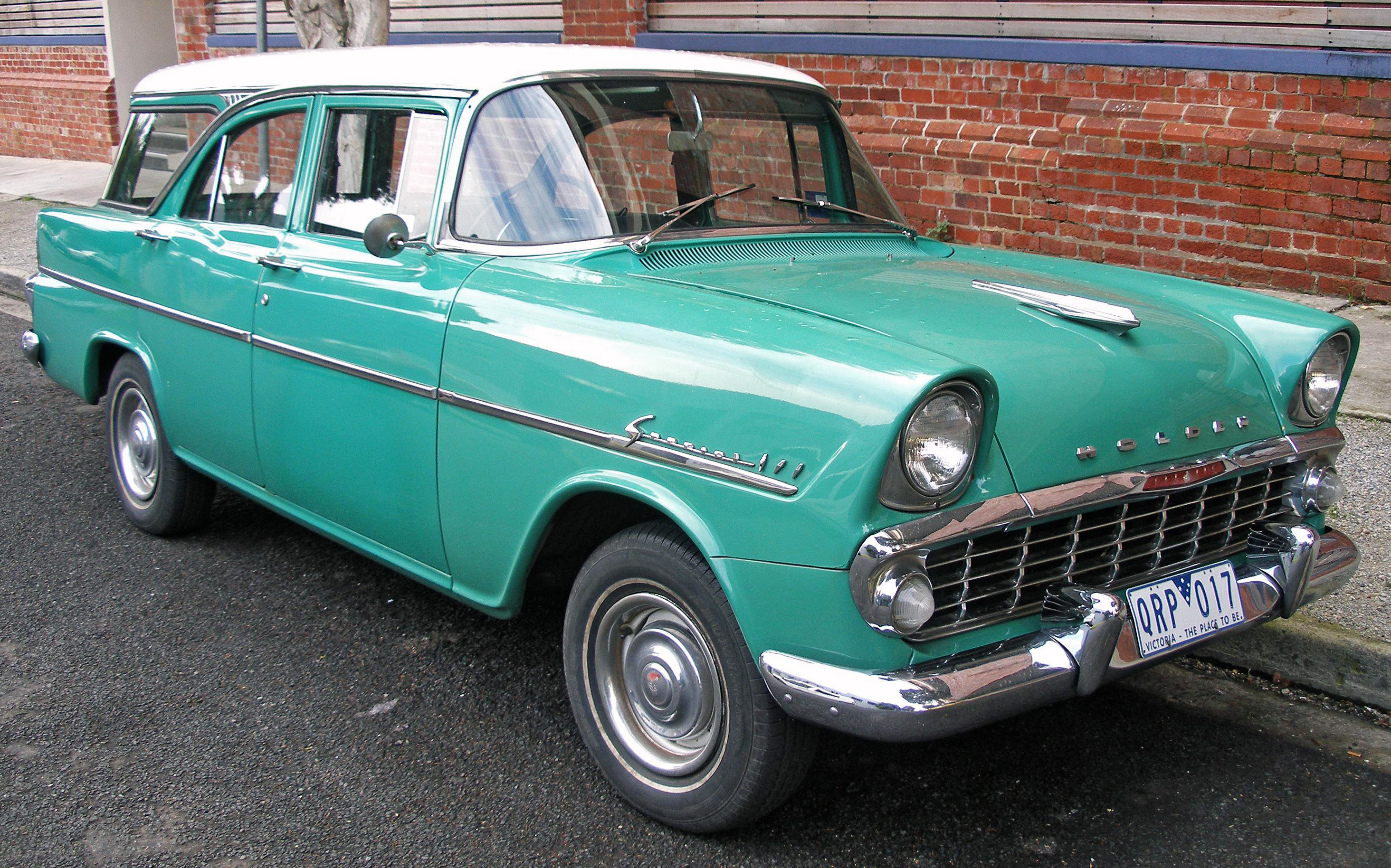
Der EK von 1960 war Holdens Antwort auf den Ford Falcon. Es gab ihn auch mit Automatik.

1960 stellte Ford den neuen Ford Falcon in Australien vor, nur wenige Monate nach seiner Einführung in den USA. Zum Glück für Holden erwies sich der Falcon nicht als zuverlässig. Besonders seine schwache Vorderachskonstruktion ließ ihn für die rauen australischen Verhältnisse als ungeeignet erscheinen. Als Antwort auf das frische Design des Falcon führte Holden 1961 das komplett überarbeitete Modell EK mit Zweifarbenlackierung und Hydramatic-Getriebeautomatik auf Wunsch ein. Der erneut überarbeitete EJ kam 1962, diesmal auch als neues Luxusmodell Premier. Bereits ein Jahr später erschien der EH mit dem neuen Red-Motor, der bessere Leistungsentfaltung als der bisherige Grey-Motor bot. Mit dem HD von 1965 wurde eine neue Powerglide-Automatik eingeführt. Zur selben Zeit kam auf Wunsch eine Hochleistungsversion X2 des 2,9-l-R6-Motors. 1966 erschien der HR mit neuer Front, neuem Heck und größeren Motoren. Wichtiger war noch, dass der HR erstmals serienmäßig Sicherheitsgurte vorne eingebaut hatte, womit Holden der erste australische Automobilhersteller war, der dieses Sicherheitsdetail in allen Modellen serienmäßig anbot. Gleichzeitig wurde das neue Werk in Acacia Ridge, QLD fertiggestellt. Ab 1963 exportierte Holden Autos nach Afrika, in den Nahen Osten, nach Südostasien, auf die Südseeinseln und in die Karibik.
Holden begann mit der Herstellung des auf dem Vauxhall Viva basierenden HA 1964. 1967 folgte ihm der Holden Torana, eine Weiterentwicklung des Viva nach, der der Vauxhall-Fertigung in Australien ein Ende bereitete. 1969 kam der LC, ein Torana mit neuem Design und Holdens Sechszylindermotor. Während seiner Entwicklung war der Sechszylinder-Torana eigentlich als Rennversion gedacht, aber eine Marketingstudie zeigte, dass es einen Markt für solche Hochleistungsfahrzeuge gab. Im LC Torana kam auch erstmals die neue Tri-Matic-Dreigangautomatik zum Einsatz. Dies war das Ergebnis des AU-$ 16,5 Mio. teuren Umbaus des Holden-Werkes in Woodville, SA.

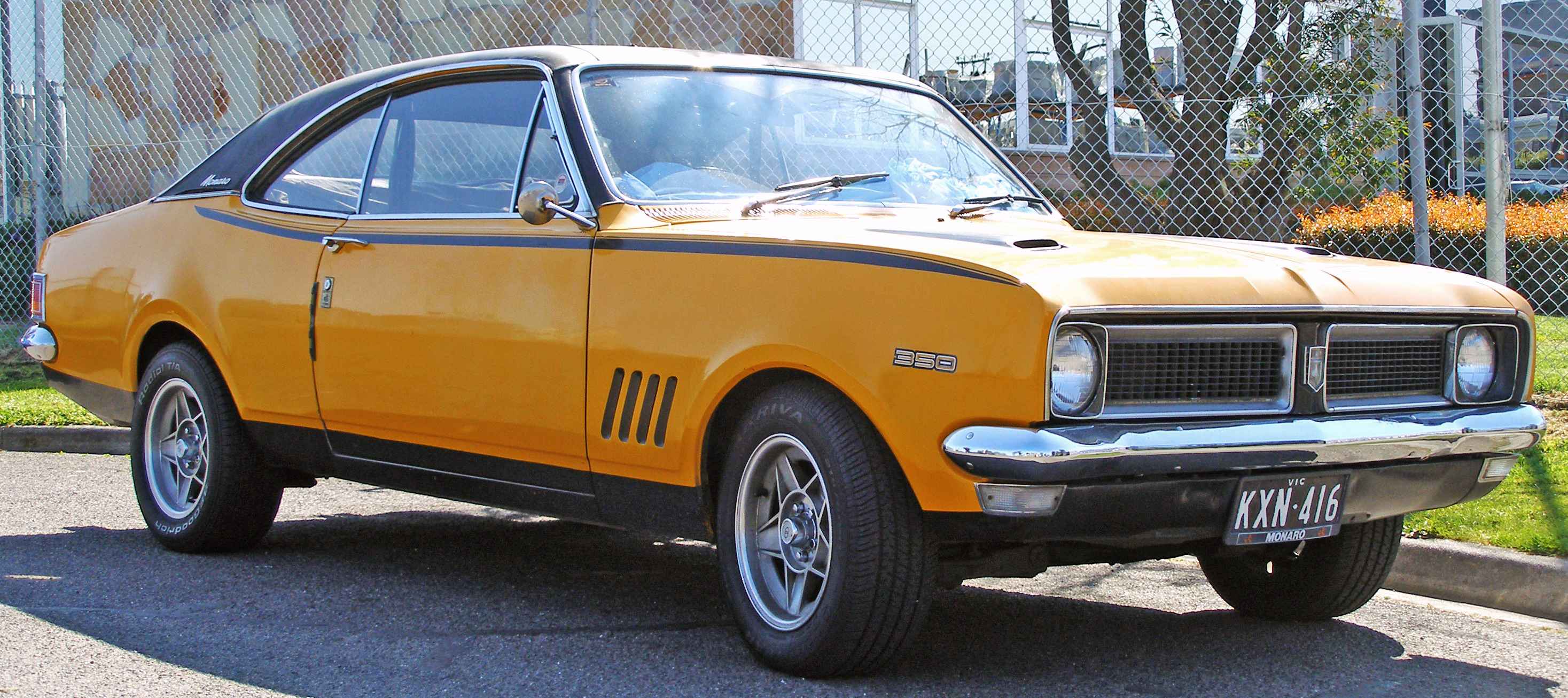
Das Coupé Holden Monaro (1968) auf Basis des Grundmodells Kingswood gilt heute als Kultfahrzeug.

Holdens Produktion für die Schwesterfirmen Chevrolet und Pontiac endete 1968. Im selben Jahr kam das neue Modell HK. Erstmals setzte Holden bei diesem Modell einen V8-Motor – ein Aggregat von Chevrolet aus Kanada – ein. Auf Basis des HK erschienen auch der Brougham mit längerem Radstand und das 2-türige Coupé Monaro. Das besser ausgestattete Modell Special hieß künftig Kingswood und das Grundmodell Standard trug künftig den Namen Belmont. Am 3. März 1969 fuhren der damalige Präsident von GM-H, Alexander Rhea und der australische Transportminister Ian Sinclair den 2 Mio. Holden, einen HK Brougham, vom Band, Nur sieben Jahre vorher, am 25. Oktober 1962, war der millionste Holden, ein EJ Premier, in Dandenong vom Band gerollt. 1969 stellte Holden den ersten eigenen V8-Motor her und zeigte ihn im Konzeptfahrzeug Hurricane, bevor er im HT-Modell angeboten wurde. Letzteres gab es in zwei Hubraumgrößen: 4,2 l und 5,1 l. Am Ende der HT-Produktion wurden die Fahrzeuge mit Tri-Matic-Getriebeautomatik, die erstmals beim LC Torana eingesetzt worden war, ausgestattet, da nicht mehr genügend US-amerikanische Powerglide-Automatikgetriebe vorhanden waren, aber offiziell war erst das Modell HG von 1971 der erste große Holden mit diesem Getriebe.
Trotz des Angebotes an ernstzunehmenden Wettbewerbern – namentlich des Ford Falcon und des Chrysler Valiant sowie der japanischen Autos – blieben Holdens in Australien gefertigten Sechs- und Achtzylinderautos in den 1960er Jahren die bestverkäuflichen Autos im Lande. Die Verkaufszahlen wurden durch den Export der Limousine, des Kombis und des Ute aus der Kingswood-Reihe nach Indonesien, Trinidad und Tobago, Pakistan, die Philippinen und Südafrika als CKD-Sätze.

### 1970er Jahre

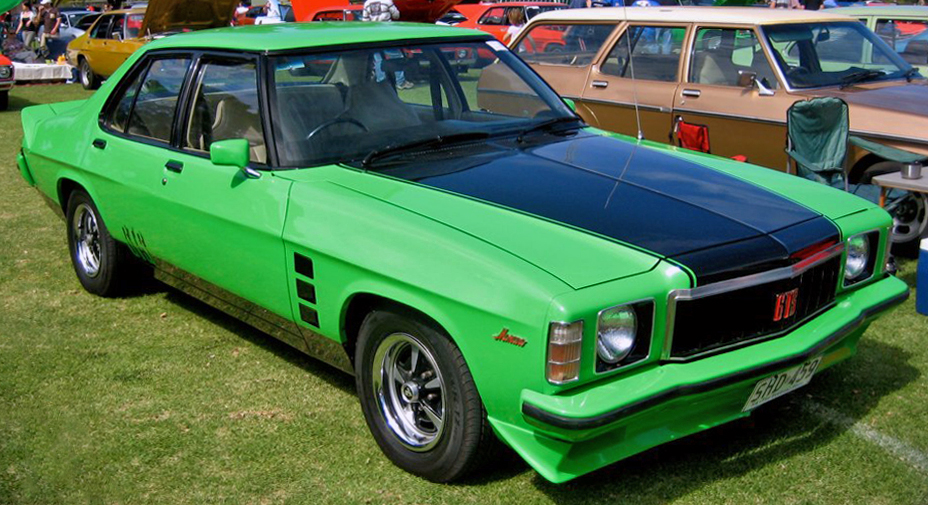
Holdens HX (s. Foto), war eine Evolution des Topsellers HQ mit mehr als 480.000 Verkäufen während seiner Produktionszeit.

Holden brachte die neue HQ-Serie 1971 heraus. Damals fertigte Holden all ihre Personenwagen in Australien und jedes der Modelle wurde dort konstruiert, aber am Ende der Dekade baute man Autos, die in Übersee erdacht worden waren. Der HQ war sorgfältig überarbeitet und besaß einen Leitertiefrahmen und war in Halb-Monocoque-Bauweise erstellt. Andere Neuerungen bestanden in der Schraubenfederaufhängung aller vier Räder und einem verlängerten Radstand der Kombis, während die Utes und die Lieferwagen, wie vordem, eine schraubengefederte Vorderachse in Verbindung mit einer blattgefederten Hinterachse besaßen. Teil dieser Serie war der die neue Prestige-Limousine, die unter dem Markennamen Statesman angeboten wurde, die ebenfalls einen verlängerten Radstand besaß und den bisherigen Brougham ersetzte.

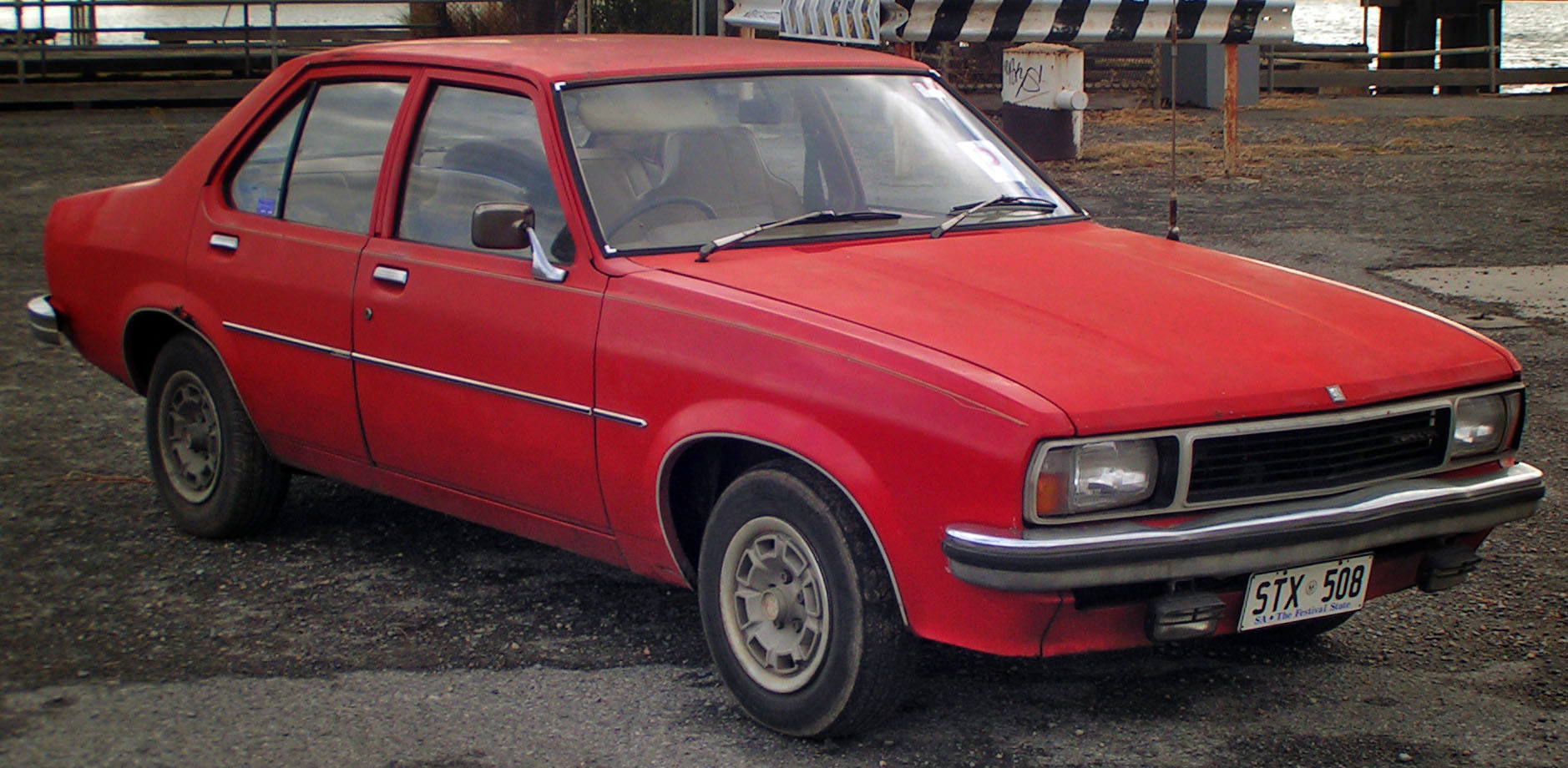
Der UC, Holdens letztes Torana-Modell, wurde durch ein Zwischenmodell des Commodore mit Vierzylindermotor ersetzt, bis 1982 der Camira herauskam.

Der neue HQ-Unterbau führte auch zu einer neuen Generation des zweitürigen Monaro und die HQ-Modellreihe entwickelte sich trotz gleich großer Wettbewerber mit 485.650 Einheiten in drei Jahren zum meistverkauften Holden. 14.558 Stück wurden exportiert und 72.290 CKD-Kits wurden hergestellt. 1974 wurde die HQ-Serie überarbeitet und erschien als HJ-Serie mit neuer Front und neuem Heck. Diese neuen Karosserien blieben mit geringfügigen Änderungen auch in der HX- und HZ-Serie erhalten. Leistungsreduzierte Motoren, die den neuen australischen Emissionsvorschriften entsprachen, wurden mit der HX-Serie eingeführt, der der HZ verbessertes Handling und besseren Komfort durch die Radial Tuned Suspension (RTS) bot. Das Ergebnis der GM-Versuche mit Wankelmotoren, wie sie auch Mazda in Japan einsetzte, war eine Exportvereinbarung von 1975: Holden exportierte den HJ- und später den HX-Premier mit Antriebsstrang als Mazda Roadpacer. Mazda baute dann den 13B-Wankelmotor und eine Dreigangautomatik ein. Die Fertigung endete 1977 nach nur 840 Einheiten.
In den 1970er Jahren ließ Holden ein Werbe-Jingle (Football, Meat Pies, Kangaroos and Holden cars) laufen, das auf dem Chevrolet-Jingle Baseball, Hot Dogs, Apple Pies and Chevrolet in den USA basierte. Auch der Torana wurde 1974 zur Mittelklasse-LH-Serie weiterentwickelt und war nur noch als viertürige Limousine erhältlich. Der LH-Torana war eines der wenigen Autos weltweit, das für die Aufnahme von Vier-, Sechs- und Achtzylindermotoren konzipiert war. Dieser Trend setzte sich fort, bis Holden 1976 den Sunbird einführte, der im Wesentlichen ein Vierzylinder-Torana mit neuem Namen war. Die neue Serie wurde LX genannt und die neue dreitürige Kombilimousine gab es sowohl als Torana als auch als Sunbird. Eine letzte Weiterentwicklung dieser Serie erschien 1978 als UC. Zu seiner Zeit erstritt der Torana legendäre Rennerfolge in Australien; Siege am Mount Panorama Circuit in Bathurst waren zu verzeichnen.

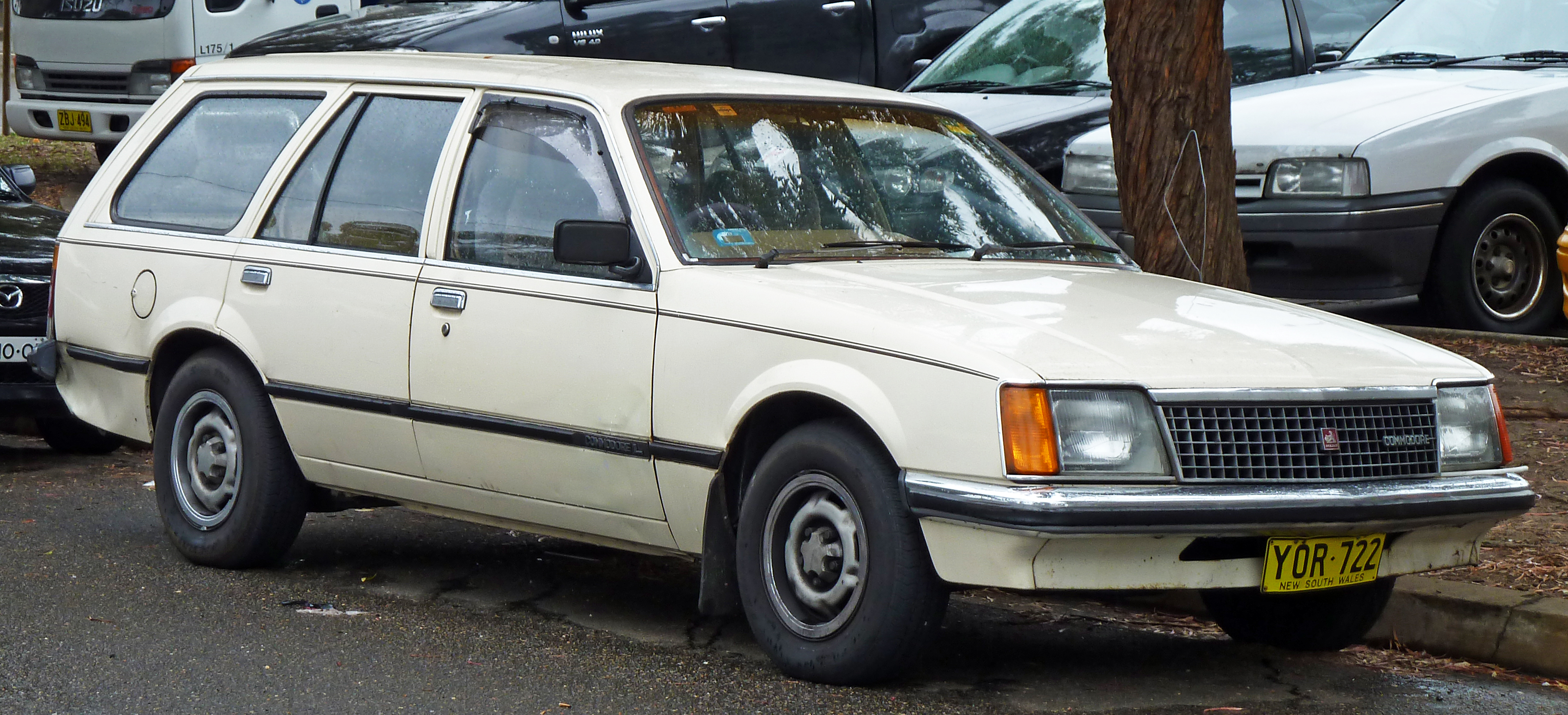
Der 1978 vorgestellte Commodore folgte im Verkaufserfolg seinem Vorgänger Kingswood und wurde der bis heute meistverkaufte Holden.

1975 führte Holden den Kompaktwagen Gemini, die australische Version des GM-T-Cars, basierend auf den Opel Kadett C, ein. Der Gemini wurde zusammen mit der japanischen Firma Isuzu entwickelt und wurde von einem 1,6-l-R4-Motor angetrieben. Schnell wurde der Wagen populär und entwickelte sich zum bestverkäuflichen Auto seiner Klasse. Der Name überlebte bis 1987.
Holdens bis heute größter Verkaufserfolg, der Commodore wurde 1978 als VB-Serie eingeführt. Die neue Familienlimousine entsprach genau dem deutschen Opel Commodore C, war aber mit den größeren Reihensechszylinder- und V8-Motoren von Holden ausgestattet. Anfangs sicherte der Wagen die marktbeherrschende Stellung von Holden in Australien. Aber dann schadeten einige Kompromisse, die sich aus der Übernahme einer Konstruktion, die für einen anderen Markt gedacht war, ergaben, der Beliebtheit der Modellreihe. Insbesondere war der Wagen schmäler als der Vorgänger und sein Rivale Ford Falcon, was den Komfort für die Rücksitzpassagiere einschränkte. Viele Länder in der Welt haben Linksverkehr und so konnte Holden fast 100.000 Commodore auf Märkte, wie Neuseeland, Thailand, Hongkong, Malaysia, Indonesien, Malta und Singapur exportieren.
1979 gab Holden die Fertigung des Torana auf und 1980 ereilte den Sunbird das gleiche Schicksal. Mit der Einführung des Commodore 1978 wurde der Torana zum verzichtbaren „Mittelding“ zwischen dem kleineren Gemini und dem größeren, aufwändiger gebauten Commodore. Der direkte Nachfolger des Torana war der Camira, der 1982 auf der GM-J-Plattform vorgestellt wurde.

### 1980er Jahre

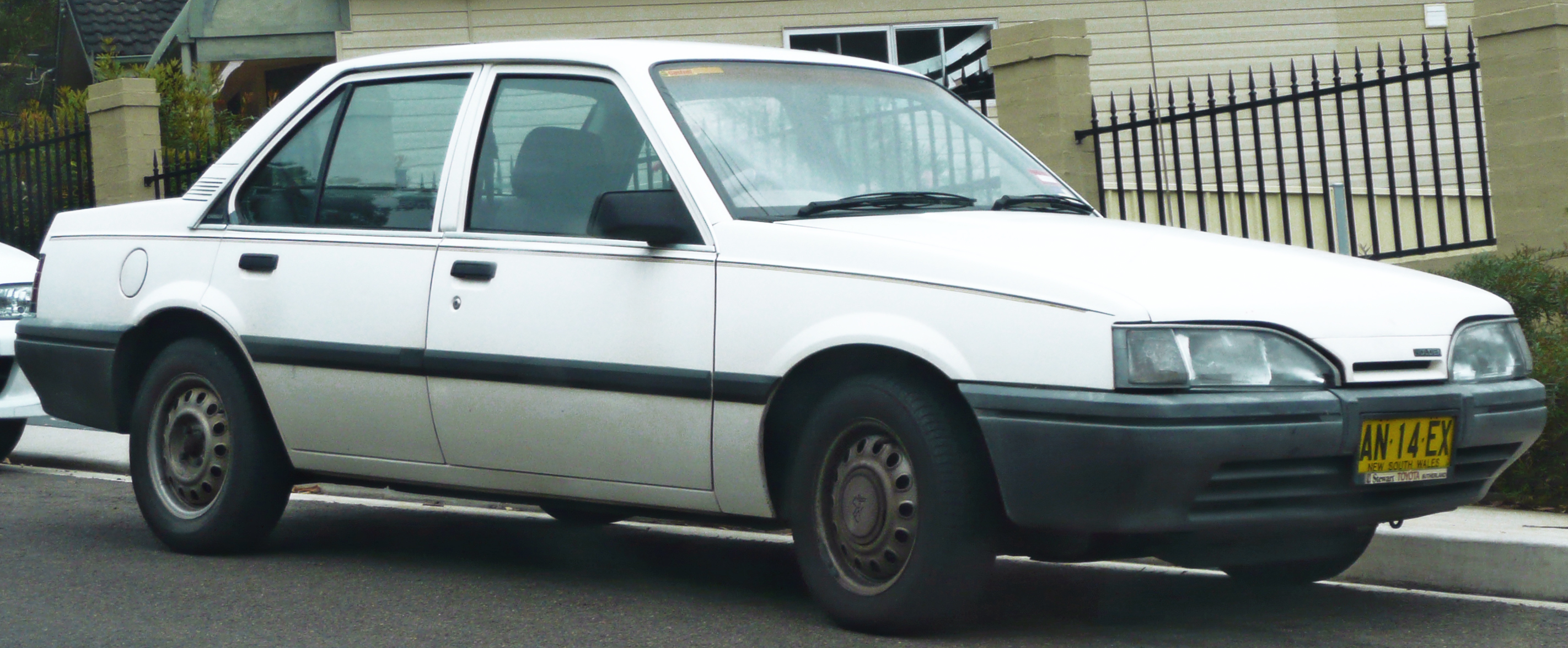
Nach einem guten Start fielen die Verkaufszahlen des Camira, Holdens Mittelklassewagen auf der GM-J-Plattform, zusehends. Das brachte die australische GM-Division, die damals schon mit Verlust arbeitete, in weitere finanzielle Bedrängnis.

Die 1980er Jahre waren eine schwierige Zeit für Holden und die australische Automobilindustrie. Die Regierung versuchte, die Autoindustrie mit dem Button Car Plan, der sie dazu ermuntern sollte, weniger Modelle in höheren, profitablen Stückzahlen zu fertigen und mehr zu exportieren, wiederzubeleben. Die Dekade begann mit der Schließung des Werks Pagewood NSW und der Einführung des leichten Nutzfahrzeuges Rodeo, der von Isuzu aus Japan zugekauft wurde. Den Rodeo gab es wahlweise mit Hinterachs- und Allradantrieb als Cab-Chassis und es gab die Wahl zwischen Benzin- und Dieselmotor. Die Modellreihe wurde 1988 zum TF weiterentwickelt, der auf dem Isuzu TF basierte. Weitere von Isuzu übernommene Fahrzeuge waren der allradgetriebene Jackaroo (1981), der Kleinbus Shuttle (1982) und die dreitürige Kombilimousine Piazza (1986). Die zweite Generation des Gemini von 1985 basierte ebenfalls auf einer Isuzu-Konstruktion, auch wenn sie in Australien gefertigt wurde.
Der neue WB wurde als Lieferwagen und Statesman 1980 eingeführt. Aber diese Konstruktionen, die auf der HQ-Serie aus den 1970er Jahren und ihren Weiterentwicklungen HJ, HX und HZ basierten, konnten sich auf dem Markt nicht gegen die entsprechenden Modelle von Ford durchsetzen. Daher zog Holden die Konsequenz und schaffte all diese Modelle 1984 ab. Die Verkaufszahlen des Commodore fielen ebenfalls als die Folgen der Energiekrise 1979 nachließen, und so löste der Ford Falcon erstmals den Holden Commodore als meistverkauftes Auto in Australien ab. Die Verkäufe in anderen Marktsegmenten litten auch unter dem zunehmenden Wettbewerb von Ford und auch andere australische Automobilherstellern, wie Mitsubishi, Nissan und Toyota, gewannen wesentliche Marktanteile. Nach seiner Vorstellung 1982 konnte der Camira anfangs gute Verkaufszahlen erzielen, die aber später abnahmen, da die Käufer ihn mit seinem 1,6-l-Motor als untermotorisiert einstuften und es um Fertigungsqualität und den Fahrkomfort nicht zum Besten bestellt war. Der Camira blieb nur sieben Jahre lang in der Modellpalette und war für die Verluste von Holden Mitte der 1980er Jahre in Höhe von über AU-$ 500 Mio. mit verantwortlich.

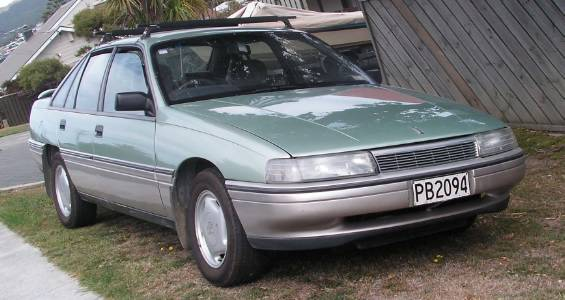
Die zweite Generation des Commodore (VN Calais abgebildet) hatte nicht mehr mit der mangelnden Breite des Vorgängers zu kämpfen

1984 führte Holden den VK Commodore mit wesentlichen Designänderungen gegenüber seinem Vorgänger VH ein. Die folgende Generation VL folgte 1986 und besaß eine neue Front und ein neues Heck. Zu Diskussionen führte die Tatsache, dass der neue VL Commodore von einem 3,0-l-V6-Motor von Nissan angetrieben wurde, eine Lösung, die der Vorschrift geschuldet war, dass alle nach 1986 in Australien vorgestellten neuen Automodelle für bleifreies Benzin geeignet sein mussten. Weil es sich als unmöglich erwies, die bekannten Sechszylinder-Reihenmotoren aus eigener Fertigung auf den Betrieb mit bleifreiem Benzin abzustimmen, wählte man den Nissan-Motor als beste verfügbare Maschine. Aber der ungünstiger werdende Wechselkurs des AU-$ und des Yen verdoppelten die Einstandskosten dieses Aggregates und der zugehörigen Getriebeautomatik über die Produktionszeit des VL Commodore. Die Entscheidung für ein japanisches Getriebe führte zur Schließung des Montagewerkes Woodville SA. GM erkannte die Kehrtwende von Holden an und übernahm am 19. Dezember 1986 die kompletten Schulden in Höhe von AU-$ 780 Mio. Auf Verlangen des GM-Hauptquartiers wurde Holden neu organisiert und rekapitalisiert, wodurch auch die Fertigung von Automobilen und die von Motoren getrennt wurde. Dies führte zu einer Aufteilung in die Holden's Motor Company (HMC) und die Holden's Engine Company (HEC). Zum größten Teil wurden die Karosserien nun im Werk Elizabeth, SA gefertigt, während die Motoren weiterhin im Werk Fishermans Bend in Melbourne entstanden. Die Motorenfertigung war erfolgreich und baute auch Vierzylindermotoren der GM-Family-II für den Einbau in Autos, die in anderen Ländern gefertigt wurden. Der letzte Schritt der Strategie zur Erholung des Commodore führte 1988 zur Vorstellung des Modells VN, einem deutlich breiteren Auto, das von einem in den USA konstruierten und in Australien gebauten 3,8-l-V6-Motor von Buick angetrieben wurde.
Holden begann 1985 mit dem Verkauf des auf dem Suzuki Swift basierenden Kleinwagens Barina. Der Barina wurde gleichzeitig mit dem direkt von Suzuki bezogenen Drover angeboten, der später im Jahr durch den Scurry ersetzt wurde. Im Vorjahr war als Ergebnis eines Vertrages mit Nissan die Kombilimousine Nissan Pulsar unter dem Namen Holden Astra eingeführt worden. Dieses Arrangement lief 1989 aus, als Holden in eine neue Allianz mit Toyota eintrat und gemeinsam ein neues Unternehmen gegründet wurde: die United Australian Automobile Industries (UAAI). Diese Konstellation führte dazu, dass Holden Versionen des Toyota Corolla und des Toyota Camry unter den Namen Nova, bzw. Apollo verkaufte und Toyota im Gegenzug den Holden Commodore als Toyota Lexcen anbot.

### 1990er Jahre

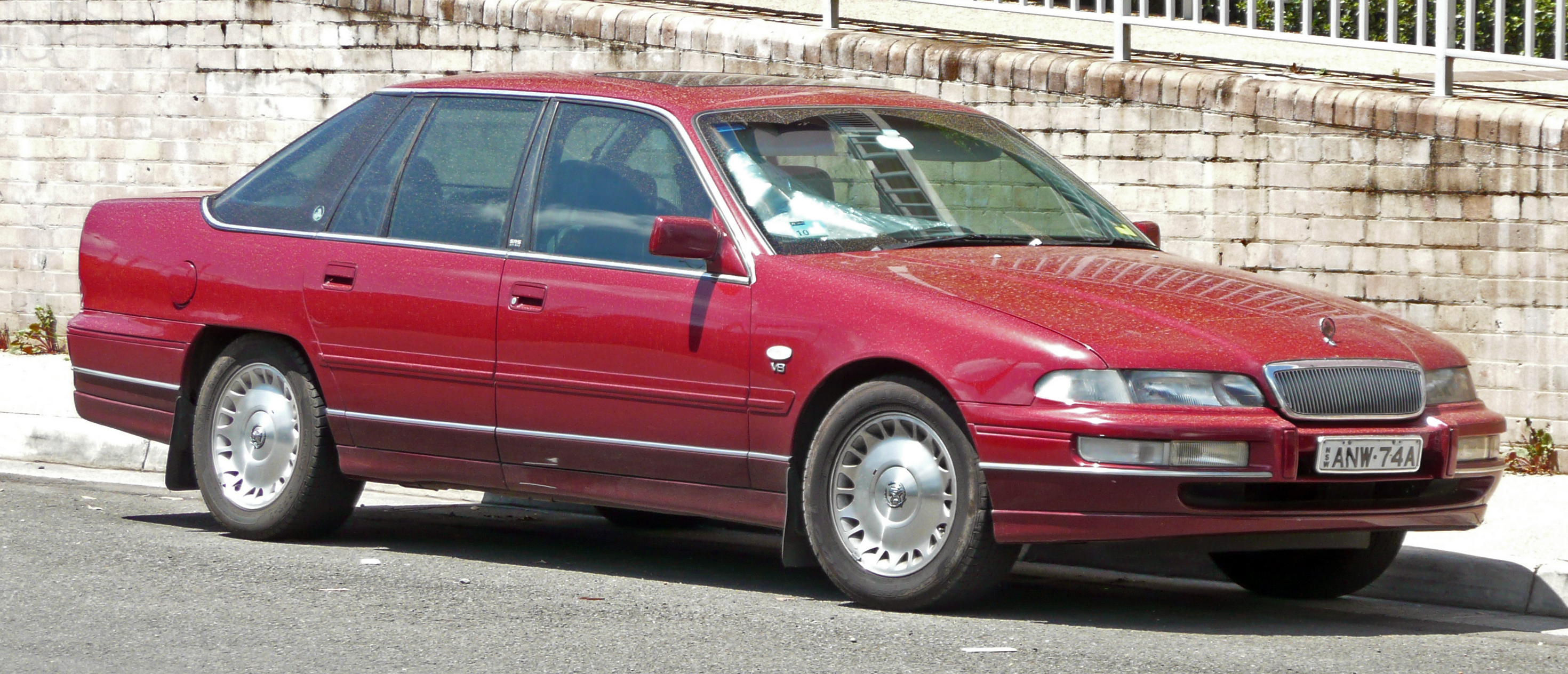
Der VS Statesman/Caprice von 1995 war ein kleines Facelift des VR, der wiederum eine Überarbeitung des VQ von 1990, einer Version des VN Commodore mit verlängertem Radstand, war.

Die Firma veränderte sich im Laufe der 1990er Jahre und steigerte ihren Anteil am australischen Automarkt von 21 % im Jahre 1991 auf 28,2 % im Jahre 1999. Neben der Fertigung des meistverkauften Autos Australiens, das in großer Zahl auch exportiert wurde, konnte Holden auch viele in Australien gefertigte Motoren exportieren. In dieser Dekade übernahm Holden die Strategie, Modelle, die sie für das Angebot einer wettbewerbsfähigen Palette benötigte, einfach zu importieren. Im Verlauf des Jahres 1998 wurde der Name General Motors-Holden Ltd. auf Holden Ltd. verkürzt.
Am 26. April 1990 ließ die GM-Niederlassung in Neuseeland, Holden New Zealand, verlauten, das die Fertigung im Werk Trentham aufgegeben würde und stattdessen die Autos zollfrei aus Australien eingeführt werden sollten. Schon 1984 waren die Montagebänder in Petone wegen unzureichender Auslastung abgestellt worden. In den 1990er Jahren zwangen Holden, andere australische Automobilhersteller und Gewerkschafter die australische Regierung, die Senkung der Einfuhrzölle für Autos aufzugeben. Bis 1997 hatte die Bundesregierung die Zölle schon von 57,5 % zehn Jahre vorher auf 22,5 % verringert. Bis 2000 sollten sie auf nur noch 15 % reduziert werden. Holden sah diese Entwicklung kritisch und erinnerte daran, dass die australische Bevölkerung (und damit der Inlandsmarkt, Anm. des Übersetzers) nicht so groß wären und derartige Änderungen die inländische Industrie schädigen könnten.

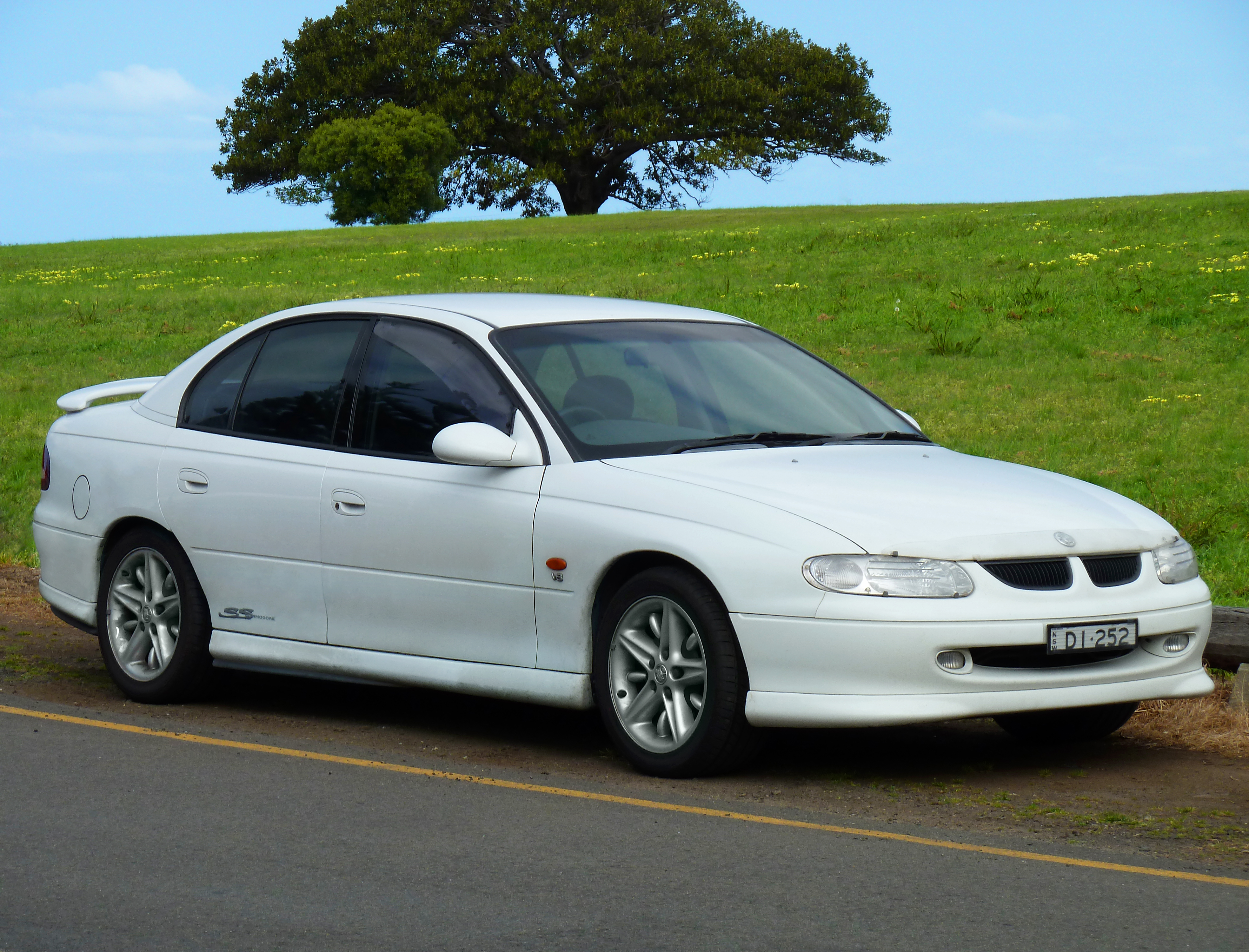
Der Commodore VT wurde 1997 eingeführt und gilt als Zeichen für die globale Präsenz dieses Modells.

Holden führte 1990 den abgeschafften Namen Statesman wieder ein, diesmal aber als Holden-Modellreihe Statesman / Caprice. Für das Modelljahr 1991 ließ Holden der Modellreihe etliche Verbesserungen angedeihen, z. B. ein Vierkanal-ABS, obwohl es bereits ab März 1976 ein serienmäßiges Zweikanal-ABS im Statesman Caprice gegeben hatte. Der Commodore mit kürzerem Radstand erhielt das ABS 1992. Eine weitere, wieder aufgelegte Variante war der große Ute, diesmal auf Basis des Commodore. Der VN Commodore erhielt 1993 ein großes Facelift und wurde zum VR Commodore. Gegenüber dem VN waren beim VR etwa 80 % des Autos neu konstruiert. Außen waren eine rundere Karosserie und ein Kühlergrill in Doppelnierenform zu erkennen – ein Styling-Detail, das bis zum VY Commodore 2002 erhalten blieb. 1997 führte Holden den komplett neuen VT Commodore ein, der das Resultat einer AU-$ 600 Mio. teuren Entwicklung war, die sich über eine halbe Dekade erstreckte. Das neue Modell hatte eine nochmals rundere Karosserie, verbesserte Fahreigenschaften und viele erstmals bei einem australischen Auto verfügbare Details. Eine stabile Karosseriestruktur verbesserte die Unfallsicherheit. Der in Australien gebaute Buick-V6-Motor war erhältlich, ebenso wie der 5,0-l-V8 von Holden, der 1999 durch den 5,7-l-V8-GM-LS-Motor ersetzt wurde.

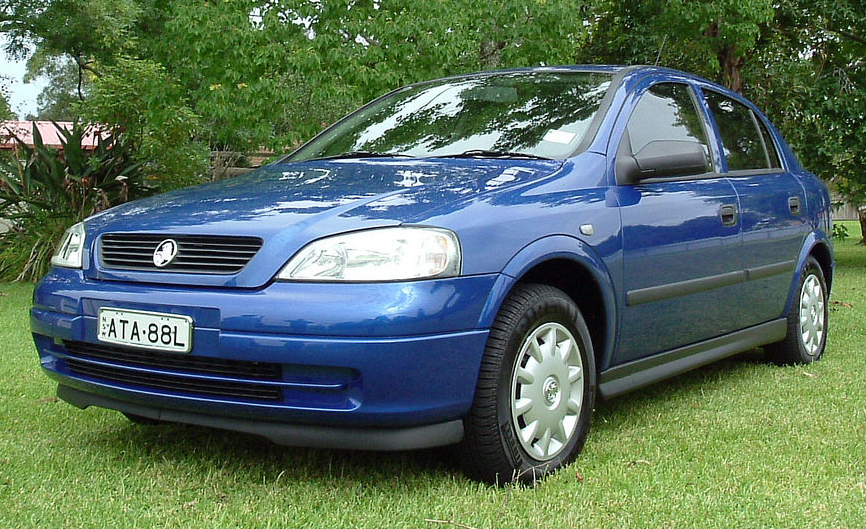
Der Holden Astra von 1998 setzte Holdens Tradition der Übernahme seiner kleinen und mittleren Modelle von Opel in Europa fort.

Die Fahrzeuge mit dem UAAI-Emblem, die erstmals 1989 eingeführt wurden, verkauften sich deutlich schlechter als vorhergesagt, aber der Holden Commodore, der Toyota Camry und der Toyota Corolla waren doch erfolgreiche Modelle, soweit sie unter ihren eigenen Namen verkauft wurden. Die UAAI wurde 1996 aufgelöst und Holden verkaufte wieder ausschließlich GM-Produkte. Dies führte zur Schließung des Werkes Dandenong VIC, des einzigen Werkes, in dem die Modelle Corolla und Nova hergestellt wurden. Der Holden Astra und der Vectra, beides von Opel in Deutschland konstruierte Modelle, ersetzten den Nova und den Apollo. Bereits seit 1994 basierte der Barina nicht mehr auf dem Suzuki Swift, sondern auf dem Opel Corsa. Der Verkauf des großen SUV Suburban, der von Chevrolet zugekauft wurde, begann 1998 und dauerte bis 2001. Ebenfalls 1998 begann die australische Vectra-Produktion in Elizabeth SA. Diese Wagen wurden nach Japan und Südostasien exportiert und trugen Opel-Embleme. Allerdings erreichte der Vectra in Australien keine ausreichenden Verkaufszahlen, um eine Montage im Lande wirtschaftlich zu machen, und wurde daher ab 2000 wieder vollständig importiert.

### 2000er Jahre
Holden konnte die Marktbeherrschung der 1990er Jahre in den 2000er Jahren nicht fortsetzen. Ihr Anteil am australischen Automarkt sank von 27,5 % im Jahre 2000 auf 15,2 % im Jahre 2006. Ab März 2003 verlor Holden den ersten Platz in der australischen Verkaufsstatistik an den Konkurrenten Toyota.
Dieser übergreifende Abschwung betraf auch die Gewinne von Holden: Die Gesellschaft verzeichnete in den Jahren 2002–2004 einen Gesamtgewinn von AU-$ 842,9 Mio. und in den Jahren 2005–2006 einen Gesamtverlust von AU-$ 290 Mio. Weitere Gründe für die Verluste waren die Kosten der Entwicklung neuer Modelle, der starke Australische Dollar und die Kosten des Personalabbaus im Werk Elizabeth SA, wo nach nur zwei Jahren 2005 die dritte Schicht an den Montagebändern wieder aufgegeben werden musste, was 1.400 Arbeitsplätze kostete. 2007 lief es wieder etwas besser für Holden; der Verlust sank auf AU-$ 6 Mio. 2008 folgte wieder ein Verlust von AU-$ 70,2 Mio. und 2009 einer von AU-$ 210,6 Mio., während 2010 ein Gewinn von AU-$ 112 Mio. erwirtschaftet werden konnte. Am 18. Mai 2005 wurde aus der „Holden Ltd.“ wieder die „GM Holden Ltd.“ und gleichzeitig erfolgte der Umzug des Hauptquartiers in die neuen Geschäftsräume in der Salmon Street 191 in Port Melbourne.

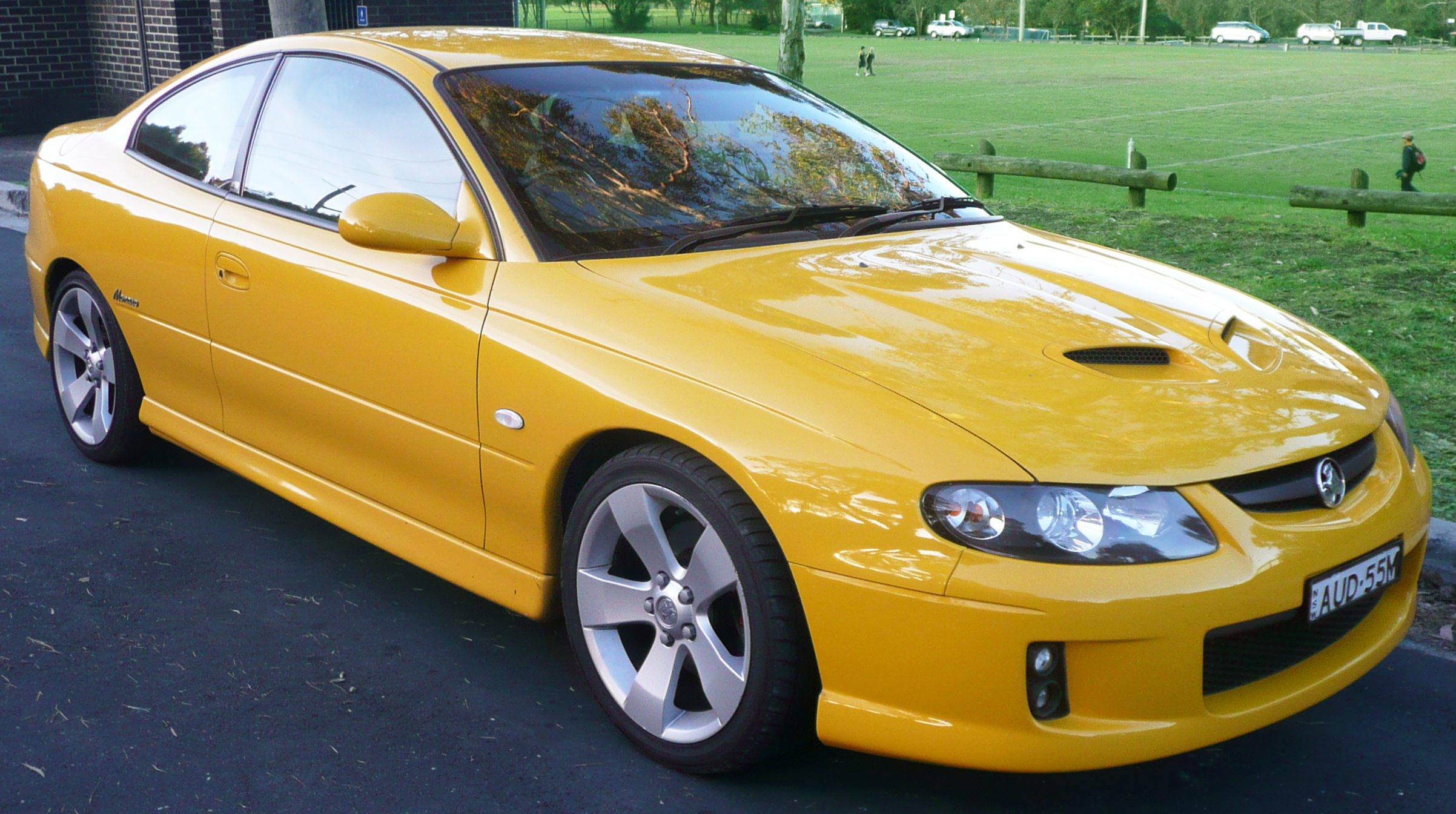
Das Coupé Monaro erstand 2001 als Nischenmodell mit geringen Produktionszahlen wieder auf. In Übersee ergab sich aber eine überraschend hohe Nachfrage, sodass der Monaro in den USA als Pontiac GTO verkauft wurde.

Im Jahre 2005 beschwor Holden mit ihrer „Holden Employee Pricing“-Fernsehwerbung, die von Oktober bis Dezember 2005 lief, kontroverse Diskussionen herauf. Die Werbung verkündete, dass „zum ersten Mal überhaupt alle Australier von einem Mitarbeiterrabatt finanziell profitieren“ könnten. Aber dies umfasste nicht die verminderte Auslieferungspauschale und die Rabatte auf Werkssonderausstattungen, die die Mitarbeiter erhielten. Zur selben Zeit erhielten die Mitarbeiter weitere Rabatte von 25–29 % auf bestimmte Modelle.
2001 belebte Holden den Monaro wieder. Das Coupé basierte auf dem VT Commodore und erregte weltweites Interesse, nachdem es auf australischen Automessen als Konzeptauto gezeigt worden war. Der VT Commodore erhielt 2002 seine erste größere Überarbeitung und wurde zum VY Commodore. Ein kleines Facelift wurde 2004 zum VZ Commodore durchgeführt, der erstmals den GM-High-Feature-Motor hatte. Diese Motorenreihe wurde in einer Stückzahl von 900 pro Tag in der neuen Fabrik in Fishermans Bend gebaut, die 2003 fertiggestellt worden war. Nachweislich hat dies AU-$ 5,2 Mrd. zum australischen Bruttoinlandsprodukt beigetragen; nur die Exportwerte allein beliefen sich auf AU-$ 450 Mio. Nach dem VZ trieb der High-Feature-Motor auch den ganz neuen VE Commodore an. Im Gegensatz zu den früheren Modellreihen nutzt der VE nicht mehr die von Opel übernommenen Plattformen, denen er weder mechanisch noch in der Größe entspricht.

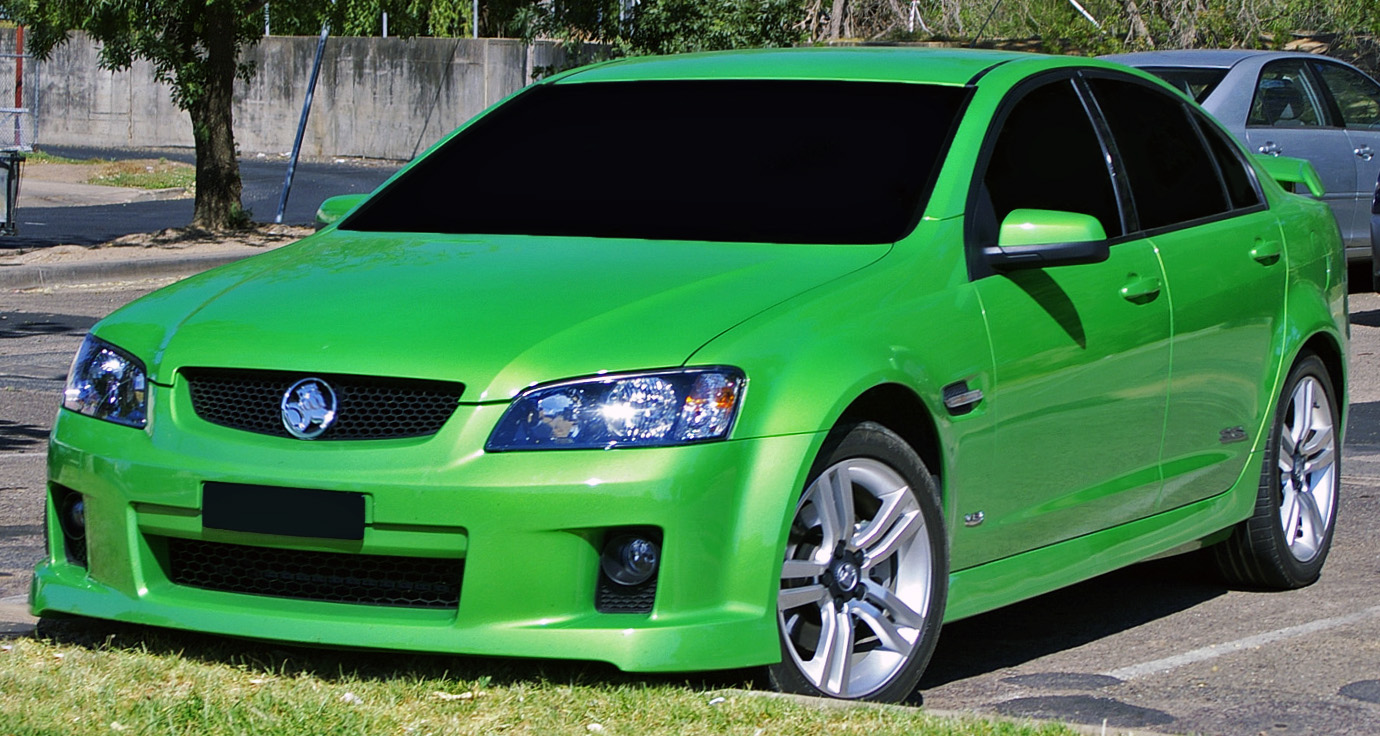
Holden überarbeitete den Commodore 2006 zum VE Commodore, Holdens erste „Konstruktion auf einem weißen Blatt“ seit 1971.

Während der 1990er Jahre waren viele Holden-Modelle direkt von Opel übernommen worden. Um seinen Profit zu verbessern kümmerte sich Holden um Ersatz von der südkoreanischen GM-Division Daewoo, nachdem sie als GM-Vertreter 2002 einen Anteil von 44,6 % – im Wert von 251 Mio. US$ – an dem Unternehmen übernommen hatten. Dieser Anteil wurde 2005 auf 50,9 % erhöht, aber als GM im Rahmen seiner „Chapter-11-Restrukturierung“ 2009 seinen Anteil weiter auf 70,1 % erhöhte, wurde der Anteil Holden wieder abgenommen und an eine andere (nicht bekannte) GM-Division transferiert. Der Verkauf der Daewoo-Modelle unter dem Namen Holden begann mit dem Barina 2005, der nun auf dem Daewoo Kalos und nicht mehr auf dem Opel Corsa basierte. Im selben Jahr ersetzte der Viva auf Basis des Daewoo Lacetti das Basismodell Astra Classic, aber der 2004 neu vorgestellte Astra wurde weiterhin gebaut. Das nächste Modell war der Crossover Captiva 2006. Nachdem man die Modelle Frontera und Jackaroo 2003 aufgegeben hatte, hatte Holden nur noch ein allradgetriebenes Modell, den Adventra, einen auf dem Commodore basierenden Kombi, zu bieten. Das vierte Modell, das durch eine südkoreanische Alternative ersetzt wurde, war 2007 der Vectra, der vom Epica abgelöst wurde. Infolge GMs Verkauf seiner Isuzu-Anteile verlor Holden das Recht auf den Namen Rodeo. Daher erhielt der Holden Rodeo ein Facelift und kam im Jahre 2008 als Colorado heraus. Nachdem Holden sich erfolgreich um eine Subvention in Höhe von AU-$ 149 Mio. für den Bau einer auf Australien angepassten Version des Chevrolet Cruze ab 2011 beworben hatte, kündigte die Gesellschaft 2009 an, dass sie den Kleinwagen anfangs unverändert aus Südkorea importieren wollte. Nach der Subventionsankündigung stellte der damalige Premierminister von Australien, Kevin Rudd, fest, dass die Produktion dieses Wagens 600 neue Arbeitsplätze im Werk Elizabeth, SA schaffen würde. Dabei übersah er aber, dass Holden bei der Produktionseinstellung des GM-Family-II-Motors Ende 2009 600 Stellen streichen würde.
Am 11. Dezember 2013 wurde bekannt, dass GM den Bau von Fahrzeugen in Australien und die Produktion am 20. Oktober 2017 einstellen werde. Der damit insgesamt verbundene Abbau von Arbeitsplätzen wurde damals auf 12.000 geschätzt.

### Produktionseinstellung 2017 und Markenende bis 2021
Am 20. Oktober 2017 lief in Elizabeth, einer Vorstadt von Adelaide, das letzte Fahrzeug von Holden vom Band. Dieses Werk, das zum Zeitpunkt der Schließung noch 950 Personen beschäftigte, produzierte zuletzt 175 Fahrzeuge am Tag. Zwischen Juni und Juli 2015 wurden noch 760 Fahrzeuge je Tag hergestellt. Geschätzt wurde, dass etwa 10.000 Beschäftigte in Australien, deren Arbeitsplatz von Holden abhängig war, von der Werkschließung bedroht waren. Holden hatte bis zum Zeitpunkt der Werkschließung insgesamt etwa 7,6 Millionen Fahrzeuge gebaut. Ebenso wurde beschlossen, die Marke Holden im Jahr 2021 einzustellen.
Als Gründe der Schließung von Holden wurden der kleine Absatzmarkt in Australien und die asiatische Konkurrenz genannt. Toyota hatte sein Werk in Australien bereits 2016 und Ford seines im Oktober 2017 geschlossen. Die Gewerkschaft gab der australischen Regierung die Schuld für das Ende der Autoherstellung in Australien, weil sie seit 2014 die Industrie nicht mehr subventioniert hatte.